# C. George Boeree

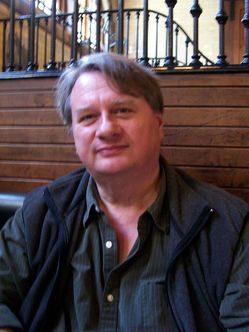
C. George Boeree, 2018

Cornelis George Boeree (* 15. Januar 1952 in Badhoevedorp bei Amsterdam, Niederlande; † 5. Januar 2021 in Shippensburg, Cumberland County, Pennsylvania) war ein amerikanischer Psychologe und emeritierter Professor der Shippensburg University. Seine Spezialgebiete waren die Persönlichkeitstheorie und die Geschichte der Psychologie.

## Leben
Boeree zog 1956 mit seiner Familie in die USA. Dort wuchs er hauptsächlich in Long Island auf.
Er machte seinen Bachelor an der Pennsylvania State University. Darauf folgte der Master und 1980 der Doktortitel an der Oklahoma State University. Alle akademischen Abschlüsse waren im Fach Psychologie.
1972 heiratete er Judy Kovarick; aus der Ehe gingen drei Kinder hervor.
Er lebte zuletzt mit seiner Familie in Cumberland in Pennsylvania.

## Wirken
Er war Autor der ersten Online-Texte über Psychologie, die er ab 1997 dem interessierten Fach- und Laienpublikum zur Verfügung stellte.
Die Texte auf seiner Homepage wurden auf Deutsch, Französisch, Bulgarisch und in weitere Sprachen übersetzt, so etwa die Abhandlung über Persönlichkeitstheorie bei Ludwig Binswanger.
Boeree war außerdem Erfinder der Plansprache Lingua Franca Nova.
Seine Forschungsinteressen umfassten unter anderem Emotionen und Affekte, Ethik, Evolution und Persönlichkeitstheorien.